# Famille Le Royer
La famille Le Royer est une famille patricienne française et suisse, reçue à la bourgeoisie de Genève en 1616, dont tous les membres descendent de Jean Le Royer, imprimeur du roi sous Henri II, et de son fils Abraham Le Royer (1571-1638).

## Origine
La famille Le Royer est originaire de La Rochelle. D'après les archives de la ville, le patriarche le plus ancien de la famille fut pair de La Rochelle et fut délégué aux états généraux de 1356. Habitants Paris au XVIe siècle, où ils reçurent le 13 février 1553 les lettres patentes de Henri II pour exercer en tant qu'imprimeurs du roi. Se réfugiant à Genève pour y professer en toute liberté les doctrines de la Réforme, ils furent reçus à la bourgeoisie Genevoise en 1616 à travers Sire Abraham Le Royer. Ils furent éminents à Genève dans le domaine de la pharmacie, la politique, ainsi que la banque, avec une association au XVIIIe siècle avec la Famille Mallet.

## Personnalités

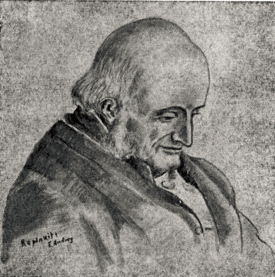
Augustin Le Royer (1727-1815).
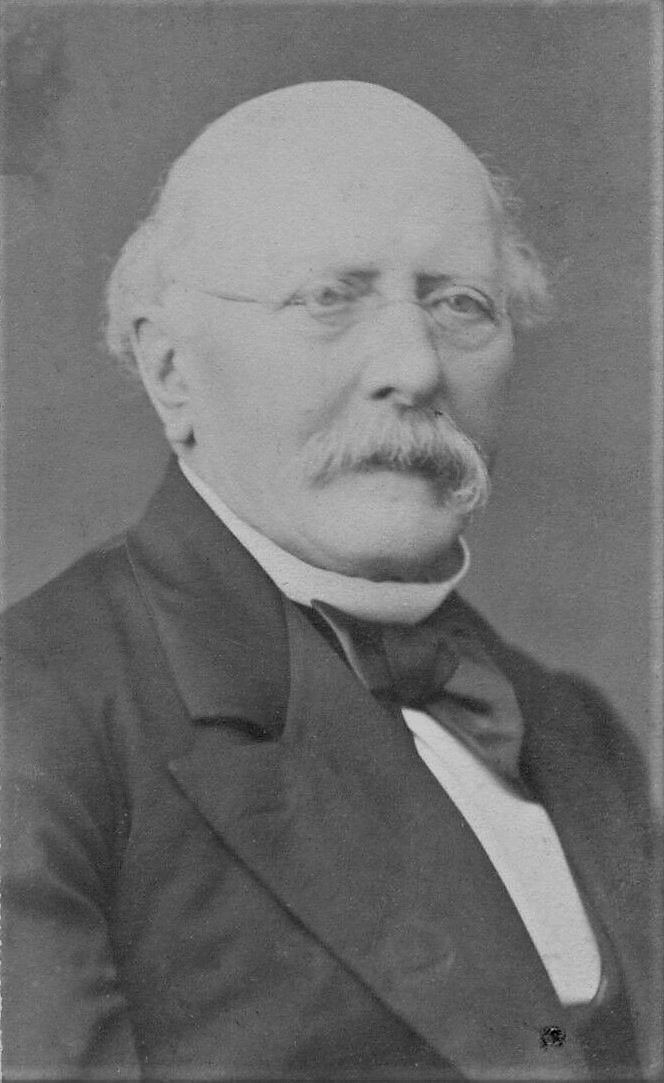
Philippe-Elie Le Royer (1816-1897).
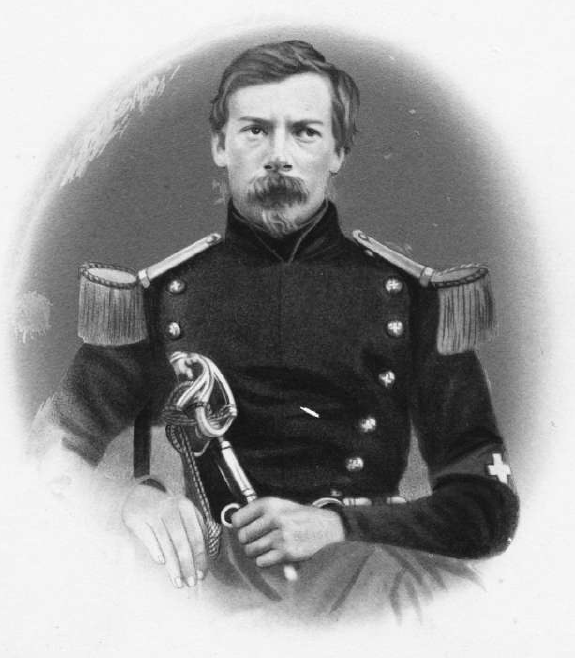
William Le Royer (1823-1861).
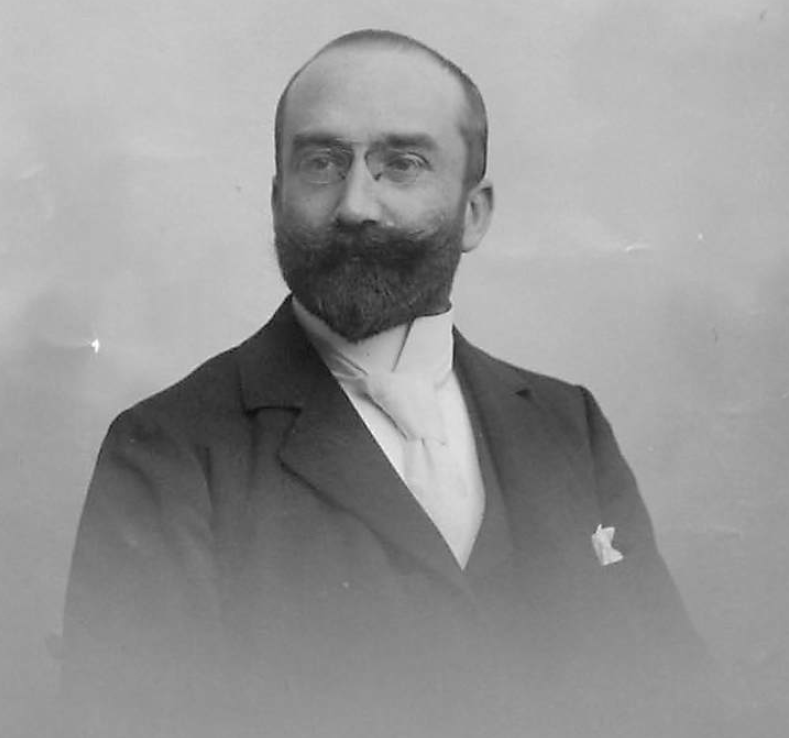
Eugène-Henri Le Royer (1863-1908).

- Jean Le Royer (?-1580).
- Sire Abraham Le Royer (1571-1638)[1].
- Philippe Le Royer (1816-1897) avocat et homme politique de la Troisième République Française. Il fut député, ministre, sénateur, et président du Sénat.
- Alfred Le Royer (né 1829), président du Conseil administratif de Genève de 1869 à 1874, où il reçut la totalité de l'héritage du duc de Brunswick pour la ville de Genève[1] .